# Delonix velutina
Delonix velutina é uma espécie vegetal da família Fabaceae.
Apenas pode ser encontrada em Madagáscar.